# SM U 1 (1906)
SM U 1 byla pobřežní ponorka německé Kaiserliche Marine z období první světové války. Ve službě byla v letech 1906–1919. Byla to první ponorka provozovaná německým císařským námořnictvem. Sloužila především pro vyzkoušení nového typu válečného plavidla a výcvik posádek. Po vyřazení ze služby byla odkoupena výrobcem a věnována Německému muzeu v Mnichově.

## Stavba

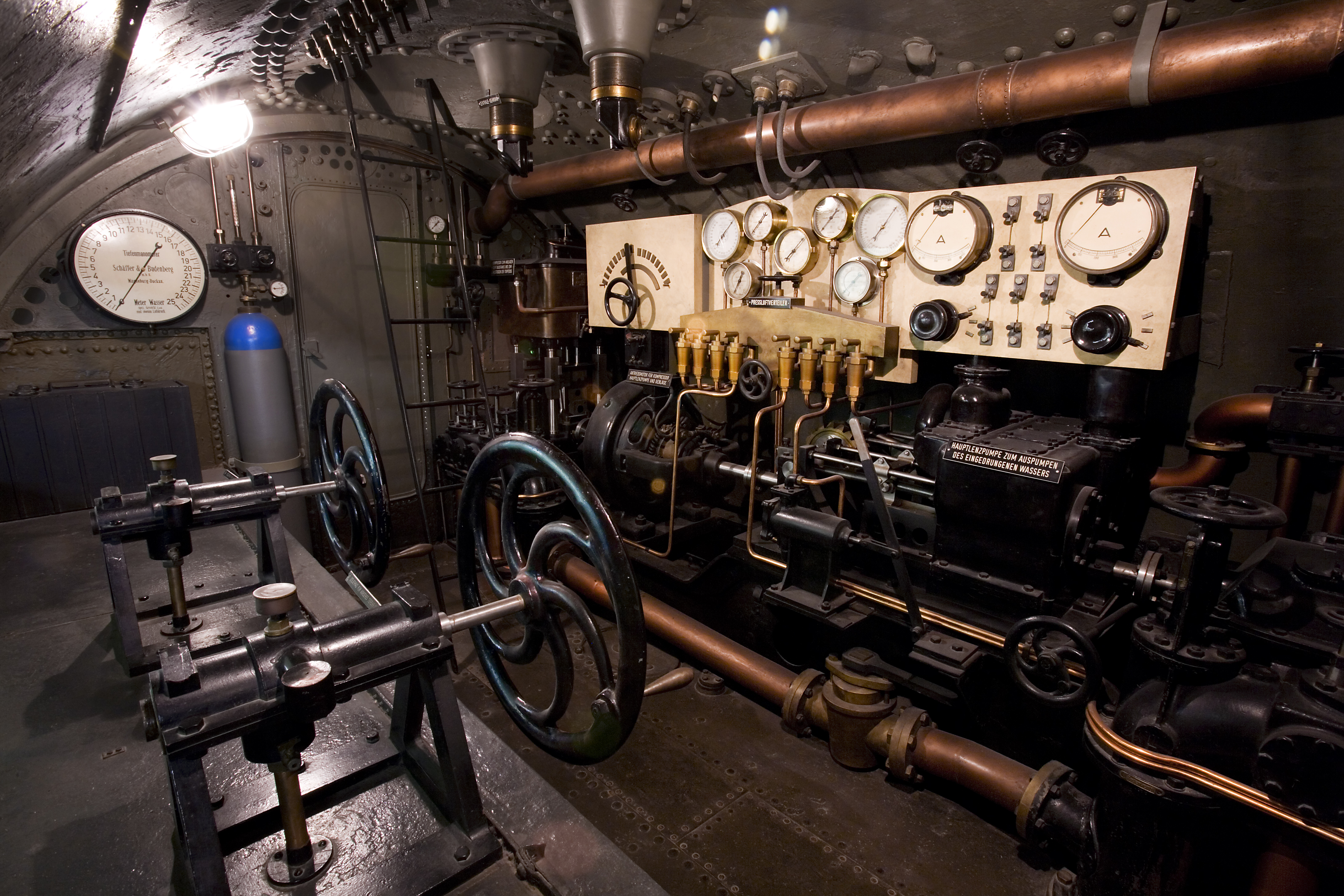
Můstek ponorky s řízením a periskopy

Předchůdcem moderních německých ponorek byl roku 1850 vynálezcem Wilhelmem Bauerem postavený Brandtaucher. S odstupem několika dekád začaly vlastní ponorky vyvíjet některé německé loděnice, ať už s vidinou jejich prodeji císařskému námořnictvu či pro export. Další dva ponorné čluny postavila v letech 1891 a 1897 loděnice Howaldtswerke. Roku 1902 začal pro loděnici Germaniawerft v Kielu pracovat španělský inženýr Raimundo Lorenzo de Equevilley Montjustín. Nejprve roku 1904 dokončil miniponorku Forel, která byla kvůli nezájmu císařského námořnictva prodána Rusku. Součástí kontraktu pro ruské carské námořnictvo byla i trojice pokročilejších ponorek třídy Karp (dokončeny 1907). Velkoadmirála Tirpitze přesto Forel zaujal natolik, že úřadu Torpedoinspektion zadal vývoj nové ponorky, pozdější U 2. Zároveň byla u loděnice Germaniawerft pro získání zkušeností a srovnání objednána ponorka U 1, představující zdokonalenou verzi třídy Karp. Kýl byl založen v roce 1904, na vodu byla spuštěna 4. srpna 1906 a do služby byla přijata 14. prosince 1906. Následovalo osmnáct měsíců intenzivního testování, které mimo jiné ukázalo, že ponorka není vhodná pro oceánskou službu.

## Konstrukce

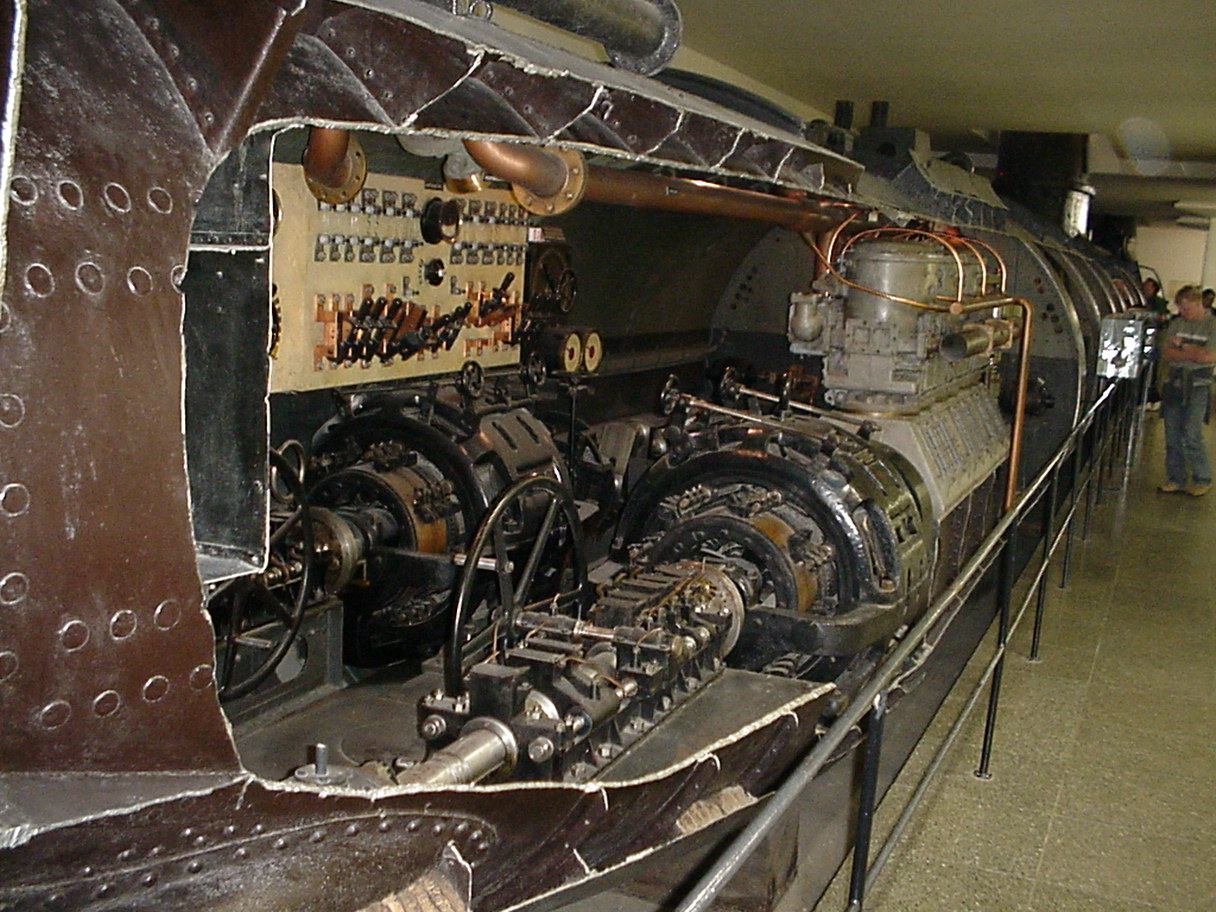
Řezem odhalený pohonný systém

Výzbroj tvořil jeden 450mm torpédomet se zásobou tří torpéd. Pohonný systém tvořily dva petrolejové motory Körting o výkonu 400 hp a dva elektromotory o výkonu 400 hp, pohánějící dva lodní šrouby. Nejvyšší rychlost dosahovala 10,8 uzlu na hladině a 8,7 uzlu pod hladinou. Dosah byl 1500 námořních mil při rychlosti 10 uzlů na hladině a 50 námořních mil při rychlosti 5 uzlů pod hladinou. Operační hloubka ponoru 30 metrů.